# Poleanka, Pustomîtî
Poleanka (în ucraineană Полянка) este un sat în comuna Mistkî din raionul Pustomîtî, regiunea Liov, Ucraina.

## Demografie
Componența lingvistică a localității Poleanka
     Ucraineană (98,51%)
     Rusă (1,27%)
     Alte limbi (0,21%)
Conform recensământului din 2001, majoritatea populației localității Poleanka era vorbitoare de ucraineană (98,51%), existând în minoritate și vorbitori de rusă (1,27%).